# Goya a la millor música original
El Premi Goya a la millor música original és un dels 28 premis Goya que s'otorguen anualment. És concedit des de la primera edició.

## Nominats i guanyadors

### Dècada del 2020
| Guanyador             | Candidats                                            | |
| XXXIX edició - 2025   | XXXIX edició - 2025                                  | XXXIX edició - 2025 |
| --------------------- | ---------------------------------------------------- | --- |
|                       |                                                      | - Arnau Bataller — El 47 - Arturo Cardelús — Guardiana de dracs - Fernando Velázquez — La infiltrada - Alberto Iglesias — La habitación de al lado - Sergio de la Puente — Verano en diciembre |
| XXXVIII edició - 2024 |                                                      | |
|                       | Michael Giacchino per La societat de la neu          | - Arnau Bataller, Maite Arroitajauregi per La paradoja de Antares - Natasha Arizu per El mestre que va prometre el mar - Alfons de Vilallonga per Robot dreams - Andrea Motis per Saben aquell |
| XXXVII edició - 2023  |                                                      | |
|                       | Olivier Arson per As bestas                          | - Aránzazu Calleja, Maite Arroitajauregi per Irati - Iván Palomares per Las niñas de cristal - Fernando Velázquez per Los renglones torcidos de Dios - Julio de la Rosa per Modelo 77          |
| XXXVI edició - 2022   |                                                      | |
|                       | Zeltia Montes per El buen patrón                     | - Fatima Al Qadiri per La abuela - Alberto Iglesias per Maixabel - Arnau Bataller per Mediterráneo                                                                                             |
| XXXV edició - 2021    |                                                      | |
|                       | Aránzazu Calleja i Maite Arroitajauregi per Akelarre | - Roque Baños per Adú - Bingen Mendizábal i Koldo Uriarte per Baby - Federico Jusid per El verano que vivimos                                                                                  |
| XXXIV edició - 2020   |                                                      | |
|                       | Alberto Iglesias per Dolor y gloria                  | - Arturo Cardelús per Buñuel en el laberinto de las tortugas - Pascal Gaigne per La trinchera infinita - Alejandro Amenábar per Mientras dure la guerra                                        |

### Dècada del 2010
| Guanyador            | Candidats                                            | |
| XXXIII edició - 2019 | XXXIII edició - 2019                                 | XXXIII edició - 2019 |
| -------------------- | ---------------------------------------------------- | --- |
|                      | Olivier Arson per El reino                           | - Iván Palomares per En las estrellas - Manuel Riveiro i Xavi Font per L'ombra de la llei - Alberto Iglesias per Yuli                            |
| XXXII edició - 2018  |                                                      | |
|                      | Pascal Gaigne per Handia                             | - Alberto Iglesias per La cordillera - Alfons de Vilallonga per La llibreria - Chucky Namanera per Verónica                                      |
| XXXI edició - 2017   |                                                      | |
|                      | Fernando Velázquez per Un monstre em ve a veure      | - Julio de la Rosa per El hombre de las mil caras - Pascal Gaigne per El olivo - Alberto Iglesias per Julieta                                    |
| XXX edició - 2016    |                                                      | |
|                      | Lucas Vidal per Ningú no vol la nit                  | - Santi Vega per El teatro del más allá. Chavín de Huántar - Shigeru Umebayashi per La novia - Alberto Iglesias per Ma ma                        |
| XXIX edició - 2015   |                                                      | |
|                      | Julio de la Rosa per La isla mínima                  | - Roque Baños per El Niño - Pascal Gaigne per Loreak - Gustavo Santaolalla per Relatos salvajes                                                  |
| XXVIII edició - 2014 |                                                      | |
|                      | Pat Metheny por Vivir es fácil con los ojos cerrados | - Emilio Aragón per Una noche en el viejo México - Óscar Navarro per La mula - Joan Valent per Las brujas de Zugarramurdi                        |
| XXVII edició - 2013  |                                                      | |
|                      | Alfons de Vilallonga por Blancaneu                   | - Fernando Velázquez per The Impossible - Julio de la Rosa per Grupo 7 - Álex Martínez i Zacarías M. de la Riva per Las aventuras de Tadeo Jones |
| XXVI edició - 2012   |                                                      | |
|                      | Alberto Iglesias por La piel que habito              | - Lucio Godoy per Blackthorn - Evgueni Galperine i Sacha Galperine per EVA - Mario de Benito per No habrá paz para los malvados                  |
| XXV edició - 2011    |                                                      | |
|                      | Alberto Iglesias per También la lluvia               | - Gustavo Santaolalla per Biutiful - Roque Baños per Balada triste de trompeta - Víctor Reyes per Buried                                         |
| XXIV edició - 2010   |                                                      | |
|                      | Alberto Iglesias per Los abrazos rotos               | - Dario Marianelli per Agora - Roque Baños per Celda 2011 - Federico Jusid per El secreto de sus ojos                                            |

### Dècada del 2000
| Guanyador           | Candidats | |
| XXIII edició - 2009 | XXIII edició - 2009 | XXIII edició - 2009 |
| ------------------- | --- | --- |
|                     | Roque Baños per Los crímenes de Oxford                                                                                        | - Alberto Iglesias per Che, el argentino - Lucio Godoy per Los girasoles ciegos - Bingen Mendizábal per El juego del ahorcado     |
| XXII edició - 2008  | | |
|                     | Roque Baños per Las 13 rosas                                                                                                  | - Mikel Salas per Bajo las estrellas - Fernando Velázquez per El orfanato - Carles Cases per Oviedo Express                       |
| XXI edició - 2007   | | |
|                     | Alberto Iglesias per Volver                                                                                                   | - Roque Baños per Alatriste - Javier Navarrete per El laberinto del fauno - Lluís Llach per Salvador (Puig Antich)                |
| XX edició - 2006    | | |
|                     | Juan Antonio Leyva, José Luis Garrido, Equis Alfonso, Dayan Abad, Descemer Bueno, Kiki Ferrer i Kelvis Ochoa per Habana Blues | - Roque Baños per Frágiles - Pablo Cervantes per Ninette - Eva Gancedo per La noche del hermano                                   |
| XIX edició - 2005   | | |
|                     | Alejandro Amenábar per Mar adentro                                                                                            | - Ángel Illarramendi per Héctor - Sergio Moure per Inconscients - Roque Baños per El maquinista                                   |
| XVIII edició - 2004 | | |
|                     | Juan Bardem per Al sur de Granada                                                                                             | - Santi Vega per Eyengui, el dios del sueño - Pablo Cervantes per Hotel Danubio - Juan Carlos Cuello per Valentín                 |
| XVII edició - 2003  | | |
|                     | Alberto Iglesias per Hable con ella                                                                                           | - Roque Baños per 800 balas - Juan Bardem per A mi madre le gustan las mujeres - Víctor Reyes per En la ciudad sin límites        |
| XVI edició - 2002   | | |
|                     | Alberto Iglesias per Lucía y el sexo                                                                                          | - José Nieto per Juana la Loca - Alejandro Amenábar per The Others - Bernardo Bonezzi per Sin noticias de Dios                    |
| XV edició - 2001    | | |
|                     | José Nieto per Sé quién eres                                                                                                  | - Nacho Mastretta, Carlos Jean i Najwa Nimri per Asfalto - Roque Baños per La comunidad - Antonio Meliveo per Plenilunio          |
| XIV edició - 2000   | | |
|                     | Alberto Iglesias per Todo sobre mi madre                                                                                      | - Ángel Illarramendi per Cuando vuelvas a mi lado - Alejandro Amenábar per La lengua de las mariposas - Antonio Meliveo per Solas |

### Dècada del 1990
| Guanyador          | Candidats                                                            | |
| XIII edició - 1999 | XIII edició - 1999                                                   | XIII edició - 1999 |
| ------------------ | -------------------------------------------------------------------- | --- |
|                    | Alberto Iglesias per Los amantes del Círculo Polar                   | - Antoine Duhamel per La niña de tus ojos - Juan Bardem per Los años bárbaros - Pedro Guerra per Mararía                                                    |
| XII edició - 1998  |                                                                      | |
|                    | Eva Gancedo per La buena estrella                                    | - Simon Boswell per Perdita Durango - José Manuel Pagán per Tic Tac                                                                                         |
| XI edició - 1997   |                                                                      | |
|                    | Alberto Iglesias per Tierra                                          | - Ángel Illarramendi per El último viaje de Robert Rylands - José Nieto per El perro del hortelano                                                          |
| X edició - 1996    |                                                                      | |
|                    | Bernardo Bonezzi per Nadie hablará de nosotras cuando hayamos muerto | - Battista Lena per El día de la bestia - Carles Cases per El perquè de tot plegat                                                                          |
| IX edició - 1995   |                                                                      | |
|                    | José Nieto per La pasión turca                                       | - Manuel Balboa per Canción de cuna - Suso Sáiz per El detective y la muerte                                                                                |
| VIII edició - 1994 |                                                                      | |
|                    | Alberto Iglesias per La ardilla roja                                 | - José Nieto per Intruso - Manolo Tena per ¿Por qué lo llaman amor cuando quieren decir sexo?                                                               |
| VII edició - 1993  |                                                                      | |
|                    | José Nieto per El maestro de esgrima                                 | - Alberto Iglesias per Vacas - Antoine Duhamel per Belle Époque                                                                                             |
| VI edició - 1992   |                                                                      | |
|                    | José Nieto per El rey pasmado                                        | - Alejandro Massó per Don Juan en los infiernos - Bernardo Bonezzi per Todo por la pasta                                                                    |
| V edició - 1991    |                                                                      | |
|                    | José Nieto per Lo más natural                                        | - Alejandro Massó per ¡Ay Carmela! - Ennio Morricone per ¡Átame!                                                                                            |
| IV edició - 1990   |                                                                      | |
|                    | Paco de Lucía per Montoyas y Tarantos                                | - Antoine Duhamel per El sueño del mono loco - Gregorio García Segura per Las cosas del querer - José Nieto per Esquilache - Pata Negra per Bajarse al moro |

### Dècada del 1980
| Guanyador         | Candidats                         | |
| III edició - 1989 | III edició - 1989                 | III edició - 1989 |
| ----------------- | --------------------------------- | --- |
|                   | Carmelo Bernaola per Pasodoble    | - Alejandro Massó per El Dorado - Alejandro Massó per Remando al viento - Bernardo Bonezzi per Mujeres al borde de un ataque de nervios |
| II edició - 1988  |                                   | |
|                   | José Nieto per El bosque animado  | - Milladoiro per Divinas palabras - Raúl Alcover per Los invitados                                                                      |
| I edició - 1987   |                                   | |
|                   | Milladoiro per La mitad del cielo | - Xavier Montsalvatge per Dragon Rapide - Emilio Arrieta per El disputado voto del señor Cayo                                           |

## Estadístiques

### Compositors més guardonats
- 11 premis: Alberto Iglesias, de 17 candidatures
- 6 premis: José Nieto, de 10 candidatures
- 2 premis: Roque Baños, de 8 candidatures
- 2 premis: Olivier Arson, de 2 candidatures

### Compositors amb més candidatures
- 17 candidatures: Alberto Iglesias (10 premis)
- 10 candidatures: José Nieto (6 premis)
- 8 candidatures: Roque Baños (2 premis)
- 4 candidatures: Alejandro Amenábar (1 premi)
- 4 candidatures: Bernardo Bonezzi (1 premi)
- 4 candidatures: Pascal Gaigne (1 premi)
- 4 candidatures: Julio de la Rosa (1 premi)
- 4 candidatures: Fernando Velázquez (1 premi)
- 4 candidatures: Alejandro Massó (0 premis)
- 3 candidatures: Juan Bardem (1 premi)
- 3 candidatures: Antonio Duhamel (0 premis)
- 3 candidatures: Ángel Illarramendi (0 premis)
- 2 candidatures: Eva Gancedo (1 premi)
- 2 candidatures: Milladoiro (1 premi)
- 2 candidatures: Pablo Cervantes (0 premis)
- 2 candidatures: Lucio Godoy (0 premis)
- 2 candidatures: Bingen Mendizábal (0 premi)
- 2 candidatures: Antonio Meliveo (0 premis)
- 2 candidatures: Víctor Reyes (0 premis)
- 2 candidatures: Gustavo Santaolalla (0 premis)
- 2 candidatures: Santi Vega (0 premis)